# Europastraße 551
Die Europastraße 551 (kurz E 551) führt über rund 110 km durch Tschechien von Budweis nach Humpolec. Die Europastraße folgt teilweise dem Lauf der Nežárka.
Die Straße führt zunächst von Budweis streckengleich mit der E 49 über Lišov nach Třeboň, dort verlässt die E 49 die Strecke in östlicher Richtung. Immer weiter auf der Rychlostní silnice 34 erreicht die Europastraße dann Stráž nad Nežárkou und Jindřichův Hradec. An Kamenice nad Lipou vorbei verläuft die E 551 weiter nach Pelhřimov und schließlich an die D1 bei Humpolec. Hier endet die E 551.
Als Autobahn ist die E 551 nicht ausgebaut.